# CPC-Power
CPC-Power est un site Web consacré notamment à la sauvegarde et à l’archivage de jeux vidéo et de logiciels fonctionnant sur les ordinateurs de la gamme Amstrad CPC. Le site dispose d'un moteur de recherche et est utilisé comme source par Grospixels,.

## Historique
Le site a été créé en 2007. Le 7 avril 2017, il répertorie 14 109 fiches de logiciels.
L'équipe du site participe également à des compétitions de création sur Amstrad CPC, elle a notamment reçu le 3e prix lors du CPC Retro Dev 2016 organisé par l'université d'Alicante.